# Grande Prêmio da Áustria de 1978
Resultados do Grande Prêmio da Áustria de Fórmula 1 realizado em Österreichring em 13 de agosto de 1978. Décima segunda etapa da temporada, nela o sueco Ronnie Peterson, da Lotus-Ford, venceu pela última vez em sua carreira.

## Classificação da prova
| Pos. | Nº | Piloto                | Construtor         | Voltas | Tempo/Diferença   | Grid | Pontos |
| ---- | -- | --------------------- | ------------------ | ------ | ----------------- | ---- | ------ |
| 1    | 6  | Ronnie Peterson       | Lotus-Ford         | 54     | 1:41:21.57        | 1    | 9      |
| 2    | 4  | Patrick Depailler     | Tyrrell-Ford       | 54     | + 47.44           | 14   | 6      |
| 3    | 12 | Gilles Villeneuve     | Ferrari            | 54     | + 1:39.76         | 11   | 4      |
| 4    | 14 | Emerson Fittipaldi    | Fittipaldi-Ford    | 53     | + 1 volta         | 6    | 3      |
| 5    | 26 | Jacques Laffite       | Ligier-Matra       | 53     | + 1 volta         | 5    | 2      |
| 6    | 19 | Vittorio Brambilla    | Surtees-Ford       | 53     | + 1 volta         | 21   | 1      |
| 7    | 2  | John Watson           | Brabham-Alfa Romeo | 53     | + 1 volta         | 10   |        |
| 8    | 30 | Brett Lunger          | McLaren-Ford       | 52     | + 2 voltas        | 17   |        |
| 9    | 31 | René Arnoux           | Martini-Ford       | 52     | + 2 voltas        | 26   |        |
| NC   | 17 | Clay Regazzoni        | Shadow-Ford        | 50     | + 7 voltas        | 22   |        |
| NC   | 32 | Keke Rosberg          | Wolf-Ford          | 49     | + 7 voltas        | 25   |        |
| DSQ  | 22 | Derek Daly            | Ensign-Ford        | 41     | Queimou a largada | 19   |        |
| Ret  | 8  | Patrick Tambay        | McLaren-Ford       | 40     | Acidente          | 14   |        |
| Ret  | 16 | Hans-Joachim Stuck    | Shadow-Ford        | 33     | Acidente          | 23   |        |
| Ret  | 15 | Jean-Pierre Jabouille | Renault            | 31     | Câmbio            | 3    |        |
| DSQ  | 11 | Carlos Reutemann      | Ferrari            | 28     | Queimou a largada | 12   |        |
| Ret  | 1  | Niki Lauda            | Brabham-Alfa Romeo | 27     | Acidente          | 4    |        |
| Ret  | 3  | Didier Pironi         | Tyrrell-Ford       | 20     | Acidente          | 9    |        |
| Ret  | 7  | James Hunt            | McLaren-Ford       | 7      | Acidente          | 8    |        |
| Ret  | 27 | Alan Jones            | Williams-Ford      | 7      | Acidente          | 15   |        |
| Ret  | 35 | Riccardo Patrese      | Arrows-Ford        | 7      | Acidente          | 16   |        |
| Ret  | 23 | Harald Ertl           | Ensign-Ford        | 7      | Acidente          | 24   |        |
| Ret  | 25 | Hector Rebaque        | Lotus-Ford         | 4      | Acidente          | 18   |        |
| Ret  | 29 | Nelson Piquet         | McLaren-Ford       | 4      | Acidente          | 20   |        |
| Ret  | 20 | Jody Scheckter        | Wolf-Ford          | 3      | Acidente          | 7    |        |
| Ret  | 5  | Mario Andretti        | Lotus-Ford         | 0      | Acidente          | 2    |        |
| DNQ  | 37 | Arturo Merzario       | Merzario-Ford      |        |                   |      |        |
| DNQ  | 9  | Jochen Mass           | ATS-Ford           |        |                   |      |        |
| DNQ  | 18 | Rupert Keegan         | Surtees-Ford       |        |                   |      |        |
| DNQ  | 10 | Hans Binder           | ATS-Ford           |        |                   |      |        |
| DNPQ | 36 | Rolf Stommelen        | Arrows-Ford        |        |                   |      |        |

## Tabela do campeonato após a corrida
| Pos. | Piloto            | Pontos |
| ---- | ----------------- | ------ |
| 1    | Mario Andretti    | 54     |
| 2    | Ronnie Peterson   | 45     |
| 3    | Patrick Depailler | 32     |
| 4    | Carlos Reutemann  | 31     |
| 5    | Niki Lauda        | 31     |

| Pos. | Construtor         | Pontos |
| ---- | ------------------ | ------ |
| 1    | Lotus-Ford         | 76     |
| 2    | Brabham-Alfa Romeo | 40     |
| 3    | Tyrrell-Ford       | 36     |
| 4    | Ferrari            | 35     |
| 5    | Ligier-Matra       | 16     |

- Nota: Somente as primeiras cinco posições estão listadas. As dezesseis etapas de 1978 foram divididas em dois blocos de oito e neles cada piloto podia computar sete resultados válidos. Dentre os construtores era atribuída apenas a melhor pontuação de cada equipe por prova.